# Zsebeháza
Zsebeháza là một thị trấn thuộc hạt Győr-Moson-Sopron, Hungary. Thị trấn này có diện tích 4,65 km², dân số năm 2010 là 120 người, mật độ 26 người/km².